# Cratere Ghanan
Ghanan  è un cratere sulla superficie di Cerere.